# Rejon szarański
Rejon szarański (ros. Шаранский район) - jeden z 54 rejonów w Baszkirii. Stolicą regionu jest Szarań.
100% populacji stanowi ludność wiejska, ponieważ w regionie nie ma żadnego miasta.